# William Hawley
William Hawley född 1851 död 1941 var en överste och arkeolog, som är mest känd för sitt arbete med utgrävningar vid Stonehenge.
Arbetet vid Stonehenge påbörjades 1919 med avsikten att undanröja riskmoment vid monumentet beroende på fallna stenar. Hawley fick uppdraget att genomföra arbetet och han grävde också ut platserna där stenarna skulle stå efter återförandet till rätt läge. De ekonomiska resurserna för arbetet var ursprungligen avsedda endast för återplaceringen av stenarna, men den statliga myndighet - Office of Works - som svarade för arbetet medgav att man fortsatte. 
Hawleys arbete pågick fram till 1926 och han hade tidvis en assistent och en tecknare, som dokumenterade arbetet. I samband med arbetet identifierade Hawley de företeelser, som upptäcktes av arkeologen John Aubrey och som numera går under benämningen Aubreys hål.